# Frederic John Walker
Frederic John Johnnie Walker (ur. 3 czerwca 1896 w Plymouth, zm. 9 lipca 1944 w Seaforth) – brytyjski oficer, komandor Royal Navy, podczas II wojny światowej znany jako najskuteczniejszy dowódca zespołu zwalczającego niemieckie U-Booty podczas bitwy o Atlantyk.
Frederic John Walker wstąpił do Royal Navy 15 czerwca 1909 roku. Po ukończeniu Britannia Royal Naval Colledge w Dartmouth, został w 1914 roku, w stopniu midszypmena, przydzielony na pancernik HMS "Ajax". Służył na nim do początku 1916 roku, kiedy przeniesiono go do służby na niszczycielach, kolejno HMS "Mermaid" i HMS "Sarpedon". Już po zakończeniu wojny został oficerem wachtowym na pancerniku HMS "Valiant". Także w 1919 roku ożenił się z Jessicą Eileen Ryder Stobart, z którą miał trzech synów i córkę.
Podczas służby na niszczycielach Frederic John Walker miał okazję zaznajomić się z nowym rodzajem działań w wojnie na morzu: zwalczaniem okrętów podwodnych. Był jednym z pierwszych ochotników, którzy wstąpili w 1923 roku do nowo powstałej szkoły dla specjalistów ZOP, HMS Osprey w Portland. Po jej ukończeniu został, już w randze komandora podporucznika (Lieutenant Commander), oficerem odpowiedzialnym za obronę przeciwpodwodną we Flocie Atlantyckiej, a od 1928 roku Flocie Śródziemnomorskiej Royal Navy.
W 1933 roku awansował do stopnia komandora porucznika (Commander) i został dowódcą niszczyciela HMS "Shikari". Jeszcze w tym samym roku przeniesiono go do China Station, jako dowódcę stacjonującego tam slupa HMS "Falmouth". Jeszcze przed wybuchem II wojny światowej powrócił do Wielkiej Brytanii na stanowisko wykładowcy w HMS Osprey.
Po rozpoczęciu działań wojennych służył początkowo w sztabie wiceadmirała Bertrama H. Ramsaya, gdzie był oficerem odpowiedzialnym za ochronę przeciwpodwodną podczas ewakuacji Dunkierki. We wrześniu 1941 roku został dowódcą slupa HMS „Stork” i 36. Grupy Eskortowej (36th Escort Group), bazującej w Liverpoolu. Podczas swego debiutu bojowego, w obronie konwoju HG-76, zespół dowodzony przez Frederica Walkera przyczynił się do zatopienia czterech U-Bootów, zaś jego okręt 19 grudnia 1941 roku skutecznie zaatakował bombami głębinowymi i staranował U-574. Akcja ta przyniosła dowódcy grupy pierwszy Distinguished Service Order. Do chwili opuszczenia przez Walkera stanowiska dowódcy, 36. Grupa Eskortowa zatopiła trzy dalsze niemieckie okręty podwodne, a on sam otrzymał DSO po raz drugi.
Od marca 1943 roku komandor Walker dowodził z pokładu slupa HMS "Starling" 2. Grupą Wsparcia (2nd Support Group). Na jej czele odniósł swe największe sukcesy w bitwie o Atlantyk. W okresie do lipca 1944 roku podległe mu okręty zatopiły 16 U-Bootów, zaś HMS "Starling" uczestniczył bądź współuczestniczył w 11 spośród skutecznych akcji. Przyniosło to Fredericowi Walkerowi dwa kolejne odznaczenia Distinguished Service Order oraz Order Łaźni, nadany 14 września 1943 roku. Został on również w trakcie swej służby trzykrotnie wymieniony w sprawozdaniu.
Komandor Frederic John Walker zmarł 9 lipca 1944 roku, w następstwie udaru mózgu, w szpitalu wojskowym w Seaforth, w Liverpoolu. Został pogrzebany w morzu, z honorami wojskowymi.